# لوسد أير
لوسِد أير (بالانجليزية:Lucid Air) هي سيارة كهربائية تم كشف النقاب عنها في ديسمبر 2016 بواسطة لوسد موتورز. وقد تم تصميمه للتنافس مع العلامات التجارية الحالية في صناعة السيارات الكهربائية ، ولا سيما طراز تيسلا موديل إكس من تسلا موتورز ، فضلاً عن العلامات التجارية الأخرى في قطاع السيارات الفاخرة ، بما في ذلك مرسيدس بنز ، بي ام دبليو وأودي.و تشير التقديرات إلى أن سيارة Lucid Air سيدان تحقق نطاقًا مصنّفًا وفقًا لوكالة حماية البيئة (EPA) يبلغ 517 ميلًا عند شحنة واحدة.

## التصميم
تم تصميم Lucid Air للتنافس في قطاع الرياضة الفاخرة بشكل أساسي ضد طراز تيسلا موديل إكس بالإضافة إلى الموديلات عالية الجودة من المنافسين الألمان.

### نطاق
في 11 أغسطس 2020، كشفت شركة Lucid Motors النقاب عن أن سيارة Lucid Air سيدان من المتوقع أن تحقق نطاقًا مصنّفًا وفقًا لوكالة حماية البيئة (EPA) يبلغ 517 ميلًا مقابل شحنة واحدة.تم التحقق من النتائج من قبل شركة الاستشارات الهندسية FEV North America. يُعزى هذا الإنجاز إلى "المحركات الكهربائية الداخلية والتصميم والديناميكا الهوائية من Lucid ، من بين أمور أخرى. كما استشهدت الشركة بتجربة قسم التكنولوجيا في Atieva ، الذي يوفر حزم البطاريات إلى حلبة سباق الفورمولا إي الكهربائية.

### دريم درايف (ADAS)
في 29 يوليو 2020 ، أعلنت شركة Lucid Motors عن DreamDrive ، وهو النظام المتقدم لمساعدة السائق (ADAS) الذي سيظهر لأول مرة في Lucid Air. سيقدم DreamDrive مجموعة المستشعرات الأكثر شمولاً في السوق ، مع 32 مستشعرًا إجمالاً ، بما في ذلك "14 كاميرا: ثلاثة أمامية ، وأربعة جوانب جانبية وخلفية ، وأربعة رؤية محيطية ، وواجهة خلفية ، وعين سمكة خلفية. ، وأخيرًا ، وحدة مراقبة القيادة. هناك خمس وحدات رادار. إحداها عبارة عن مستشعر بعيد المدى موجه للأمام ، والأربعة الأخرى قصيرة المدى. يتعامل اثنا عشر مستشعرًا بالموجات فوق الصوتية قصيرة المدى مع اكتشاف المجال القريب ، وأخيرًا ، عالية الدقة ، بعيدة المدى ، 125 شعاع (مكافئ) ، ليدار المواجه للأمام ، يرسم الفضاء ثلاثي الأبعاد أمام السيارة.

### الديناميكا الهوائية
في 30 يونيو 2020 ، أعلنت شركة Lucid Motors أن "سيارتها الكهربائية ستكون السيارة الفاخرة الأكثر فاعلية من الناحية الديناميكية الهوائية في العالم عندما تدخل حيز الإنتاج في وقت لاحق من هذا العام". حققت الشركة "معيارًا جديدًا في الكفاءة الديناميكية الهوائية لسيارتها الكهربائية الفاخرة السيارة مع الاختبارات التي اكتملت مؤخرًا في نفق الرياح المتطور للطريق المتداول لشركة Windshear ، تحقق صانع السيارات من معامل مقاومة يبلغ 0.21.

## إنتاج
في عام 2018 ، أغلقت شركة Lucid Motors صفقة استثمار بقيمة مليار دولار أمريكي مع صندوق الاستثمارات العامة السعودي لتمويل إنتاج شركة لوسد موتورز. تم بناء مصنعها في كازا غراندي ، أريزونا. من المتوقع أن يصل إجمالي استثمارات المصنع إلى 675 مليون دولار أمريكي بحلول عام 2025 عند اكتمال جميع المراحل ، حيث تشمل المرحلة الأولى استثمار 168 مليون دولار أمريكي في المعدات و 82 مليون دولار أمريكي للاستثمار العقاري.